# Edy Schütz
Edy Schütz (* 15. Mai 1941 in Tetingen, CdZ-Gebiet Luxemburg) ist ein luxemburgischer Straßenradrennfahrer.
Er war Teilnehmer der Olympischen Sommerspiele in Tokio. Im olympischen Straßenrennen kam er auf den 96. Platz.
Bis zum Gewinn der Königsetappe des Tour de France 2006 nach L’Alpe d’Huez durch Fränk Schleck war Schütz der letzte luxemburgische Radrennfahrer, der eine Etappe der Tour de France gewonnen hatte (1966 in Chamonix). Schütz gewann seinen ersten nationalen Titel 1965 im Straßenrennen der Unabhängigen. Zudem gewann er die Tour du deux Luxembourg und den Prix Clément. 1967 wurde er Meister der Berufsfahrer vor seinem Dauerkonkurrenten Johny Schleck. Den Titel konnte er bis 1971 verteidigen, wobei er 1970 und 1971 einziger Starter der Berufsfahrer des Großherzogtums war und das Rennen gemeinsam mit den Amateuren bestritt.
Heute betreibt Edy Schütz einen Fahrradladen in Düdelingen (Luxemburg). 2010 war die 16. Auflage des Rennens „La Randonnée Edy Schütz“, einem Jedermann-Rennen, an dem der Namensgeber selbst teilnimmt und dessen Erlöse für gute Zwecke gespendet werden.

## Platzierungen
1964
- Flèche du Sud

1965
- Flèche du Sud

1966
- Luxemburg-Rundfahrt
- 18. Etappe Tour de France

1968
- Luxemburg-Rundfahrt

1970
- Luxemburg-Rundfahrt